# Isidro Casanova
Isidro Casanova is een plaats in het Argentijnse bestuurlijke gebied La Matanza in de provincie Buenos Aires. De plaats telt 131.981 inwoners.

## Geboren
- Gustavo Cabral (1985), voetballer
- Alan Varela (2001), voetballer